# 羅榮焜
羅榮焜，MH（1949年12月—），藝名羅山。前任香港東區區議會炮台山選區區議員、香港島各界聯合會成員。是香港少數由娛樂圈轉至政壇發展的人物。

## 生平
羅榮焜曾就讀昔日位於跑馬地山光道一號的香港英文書院及位於北角七姊妹道的伯南英文書院。他在加入廣播界前，是一位教師。1971年投考香港商業廣播電台廣播訓練班《天才聽眾天地》，同期同學有許紹雄和蘇杏璇等，最初參與播音劇演出，後來任職節目主持，例如《華燈晚翠》，亦曾擔任節目的助理監製。1982年曾於麗的電視主持《七彩繽紛話香港》。
羅榮焜在1986年開始出任《盡訴心中情》的監製兼主持，與和城中名嘴白韻琴一同主持，根據羅的憶述《盡訴心中情》這個節目源自於外國來電「訴心聲」的節目，有一次監制《「東西南北」》的節目後，與主持簡而清閒談《盡訴心中情》的計劃，剛巧嘉賓就是白韻琴，而白韻琴就自告奮勇出任主持，由於白韻琴既出位又開放大膽的言論，令《盡訴心中情》成為商台高收聽率的節目。而羅榮焜在節目中的角色充當平衡白韻琴出位言論的位置，例如白韻琴叫人離婚，羅就補充離婚不一定可以解決問題雲雲。
1989年，周梁淑怡接任亞洲電視行政總裁後發生挖角潮，原任電視廣播有限公司翡翠台報幕員的蕭亮離職、過檔亞洲電視，羅榮焜在電視廣播有限公司挖角下跳槽擔任報幕員（station announcer）。因應要全面頂替蕭亮的聲帶，於是他在商台的離職通知期內秘密到無綫電視準備報幕聲帶，在離職商台生效後，無綫便正式公佈。
羅榮焜曾多年負責唸出「無綫電視翡翠台」電視官方聲帶，他與麥劍秋同為「無綫台聲」之一。無綫批准他在外面接廣告旁白工作，但因其聲音已代表公司，所以選擇一向慎重，譬如避免接洽安全套等廣告。多年來他亦從未其他媒體出任節目主持工作，避免令觀眾混淆。2018年，陳欣等其他配音員全面接掌無綫頻道宣傳片報幕，羅榮焜逐漸淡出無綫。
而在區議會工作以外，羅榮焜亦不時以其傳媒人的身份，到香港的大專院校宣傳傳媒人堅守粵語正音的責任。而根據他在樹仁大學的分享，無線製作的粵語正音節目《最緊要正字》亦是由他主動提出的。因粵語博大精深，當不肯定自己的發音是否正確及遇到問題時，他以往會不時請教現已離世的「播音皇帝」鍾偉明。
2000年，羅榮焜獲授勳香港年度榮譽勳賢。

## 從政
香港主權移交前的1994年區議會選舉，羅山挾著在娛樂圈的知名度「空降」在港島東區區議會南豐選區出戰，但落敗給民主黨提名的佘慶雲。1999年羅山在區議會選舉轉戰炮台山選區並順利當選，再先後於2003年、2007年擊敗分別以獨立民主派及公民黨名義出選的雷淑穗；並在2011年香港區議會選舉及2015年香港區議會選舉自動當選，第四度連任。於2019年香港區議會選舉爭取第五度連任，以2634票不敵非建制派候選人陳嘉佑的3596票落敗，結束區議員生涯。

### 歷屆選舉結果
| 政党   | 政党             | 候选人    | 票数  | %     | ±      |
| ------ | ---------------- | --------- | ----- | ----- | ------ |
|        | 香港島各界聯合會 | 1. 羅榮焜 | 2,634 | 42.28 |        |
|        | 北炮同盟         | 2. 陳嘉佑 | 3,596 | 57.72 | 不適用 |
| 多数票 | 多数票           | 多数票    | 962   | 15.44 |        |

| 政党 | 政党             | 候选人 | 票数     | %      | ±      |
| ---- | ---------------- | ------ | -------- | ------ | ------ |
|      | 香港島各界聯合會 | 羅榮焜 | 自動當選 | 不適用 | 不適用 |

| 政党 | 政党             | 候选人 | 票数     | %      | ±      |
| ---- | ---------------- | ------ | -------- | ------ | ------ |
|      | 香港島各界聯合會 | 羅榮焜 | 自動當選 | 不適用 | 不適用 |

| 政党   | 政党             | 候选人    | 票数  | %     | ±      |
| ------ | ---------------- | --------- | ----- | ----- | ------ |
|        | 香港島各界聯合會 | 1. 羅榮焜 | 1,698 | 58.51 |        |
|        | 公民黨           | 2. 雷淑穗 | 1,199 | 41.39 | 不適用 |
| 多数票 | 多数票           | 多数票    | 499   | 17.12 |        |

| 政党   | 政党             | 候选人    | 票数  | %     | ±      |
| ------ | ---------------- | --------- | ----- | ----- | ------ |
|        | 香港島各界聯合會 | 1. 羅榮焜 | 1,385 | 50.05 |        |
|        | 獨立             | 2. 雷淑穗 | 1,027 | 37.12 | 不適用 |
|        | 獨立             | 3. 蔡永聰 | 125   | 4.52  | 不適用 |
|        | 獨立             | 4. 李建良 | 230   | 8.31  | 不適用 |
| 多数票 | 多数票           | 多数票    | 385   | 12.94 |        |

| 政党   | 政党             | 候选人    | 票数 | %     | ±      |
| ------ | ---------------- | --------- | ---- | ----- | ------ |
|        | 香港島各界聯合會 | 1. 羅榮焜 | 897  | 45.33 |        |
|        | 獨立             | 2. 黃桂林 | 745  | 37.65 | 不適用 |
|        | 獨立             | 3. 成偉邦 | 337  | 17.03 |        |
| 多数票 | 多数票           | 多数票    | 152  | 7.68  |        |

| 政党   | 政党   | 候选人 | 票数 | %     | ± |
| ------ | ------ | ------ | ---- | ----- | - |
|        | 民主黨 | 佘慶雲 | 971  | 50.84 |   |
|        | 獨立   | 羅榮焜 | 939  | 49.16 |   |
| 多数票 | 多数票 | 多数票 | 32   | 1.68  |   |

## 外部連結
- 羅榮焜的Facebook專頁